# Casa-studio di Leonardo Ricci
La Casa-studio di Leonardo Ricci si trova in via di Monterinaldi 21 a Firenze.

## Storia
La casa-studio del pittore-architetto e della sua famiglia inaugura la costruzione di Monterinaldi: l'insediamento di case unifamiliari, comprese alcune case-studio d'artisti, realizzato da Leonardo Ricci tra il 1950 e la metà degli anni Sessanta sull'omonima collina lungo la via Bolognese Nuova (a nord di Firenze), in posizione panoramicissima: proprio dirimpetto a Fiesole e verso la città. Sui terreni, solo in parte acquistati nel 1948 dall'architetto e da lui rivenduti ai vari committenti a prezzi molto vantaggiosi pur di assicurarsi la paternità dei progetti, sorsero un ristorante (poi da lui trasformato nella casa-laboratorio del ceramista Marcello Fantoni) e solo alcune case previste nel piano originario, che comprendeva la "casa teorica" per Milena - una delle due figlie di Ricci - di cui rimangono solo alcune tracce delle fondamenta nei pressi della casa-studio in questione e alcuni servizi comuni, mai realizzati: un gruppo di "laboratori aperti", serre, una piscina, un asilo.

## Urbanistica
Nelle intenzioni dell'architetto Monterinaldi doveva formare infatti un villaggio comunitario, privo di separazioni tra le proprietà, atto a favorire le relazioni tra le famiglie. Nonostante gli ampliamenti di alcune case, attuati dai proprietari nel sostanziale rispetto delle preesistenze (fatta eccezione per le gravi, recentissime, trasformazioni negli interni dell'ex casa Tinu Sebregondi), malgrado le recinzioni delle proprietà da parte di quegli abitanti che hanno voluto difendere la loro privacy, Monterinaldi ha mantenuta intatta la sua fisionomia e il suo valore di singolare, "esperimento" - notevole sul piano dei contenuti e della qualità architettonica - che non a caso ha avuto, già nel suo farsi, una significativa risonanza internazionale.

## Architettura e fasi costruttive
Ubicata sulla parte alta della collina in prossimità delle due cave da cui venne estratta la pietra per muri e lastrici, la casa-studio del pittore-architetto presenta un impianto molto articolato e dinamico che dipende in prima istanza dall'integrazione organica dell'architettura al sito, tenendo conto delle irregolarità, dei dislivelli, delle vedute panoramiche, di modo che i vari corpi di fabbrica che la compongono sono disposti su terrazzamenti, fruibili come una sorta di giardini pensili ma sistemati molto semplicemente (zone prative, alberi di varie specie, area della piscina). 

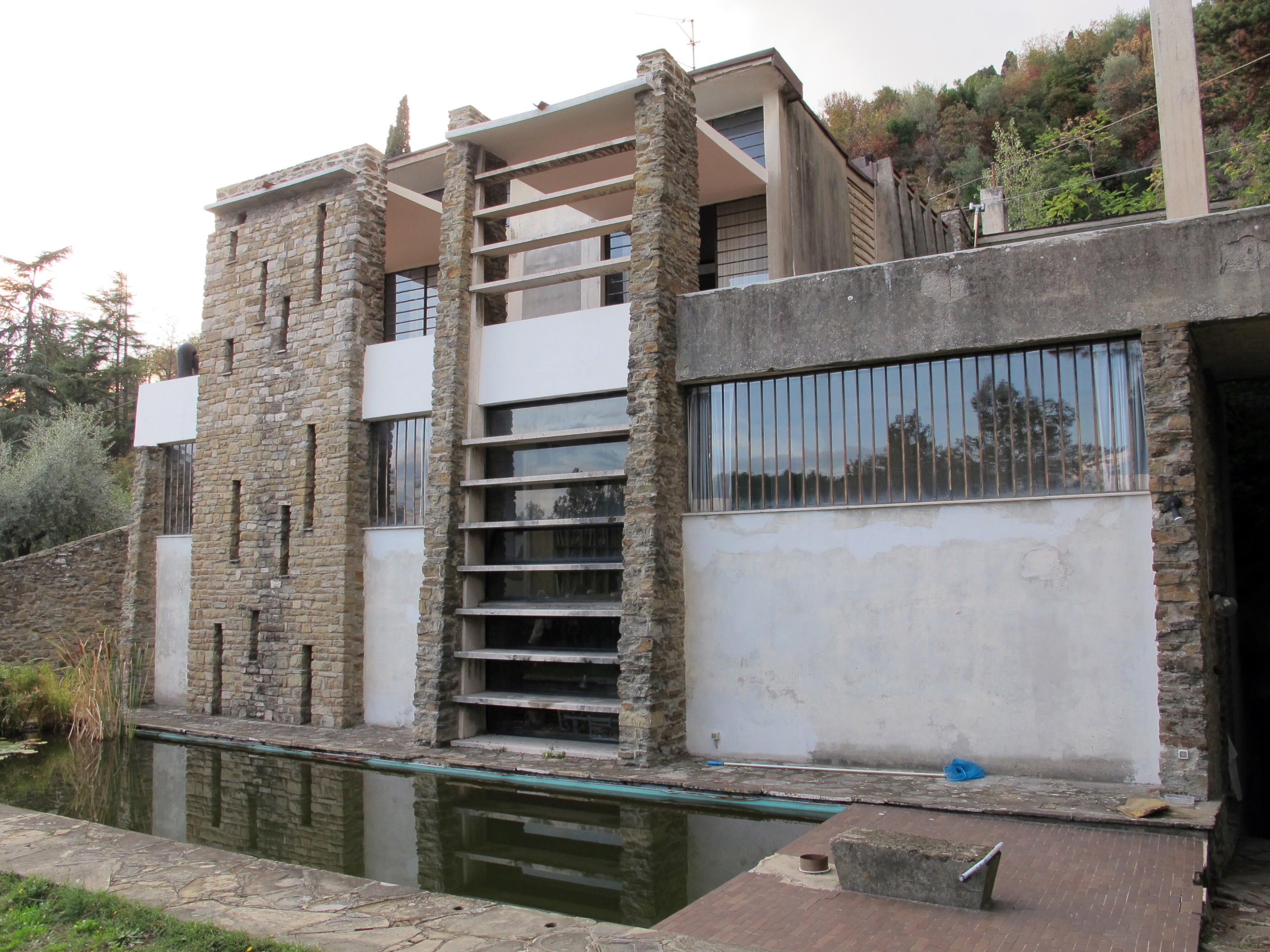
Casa-studio

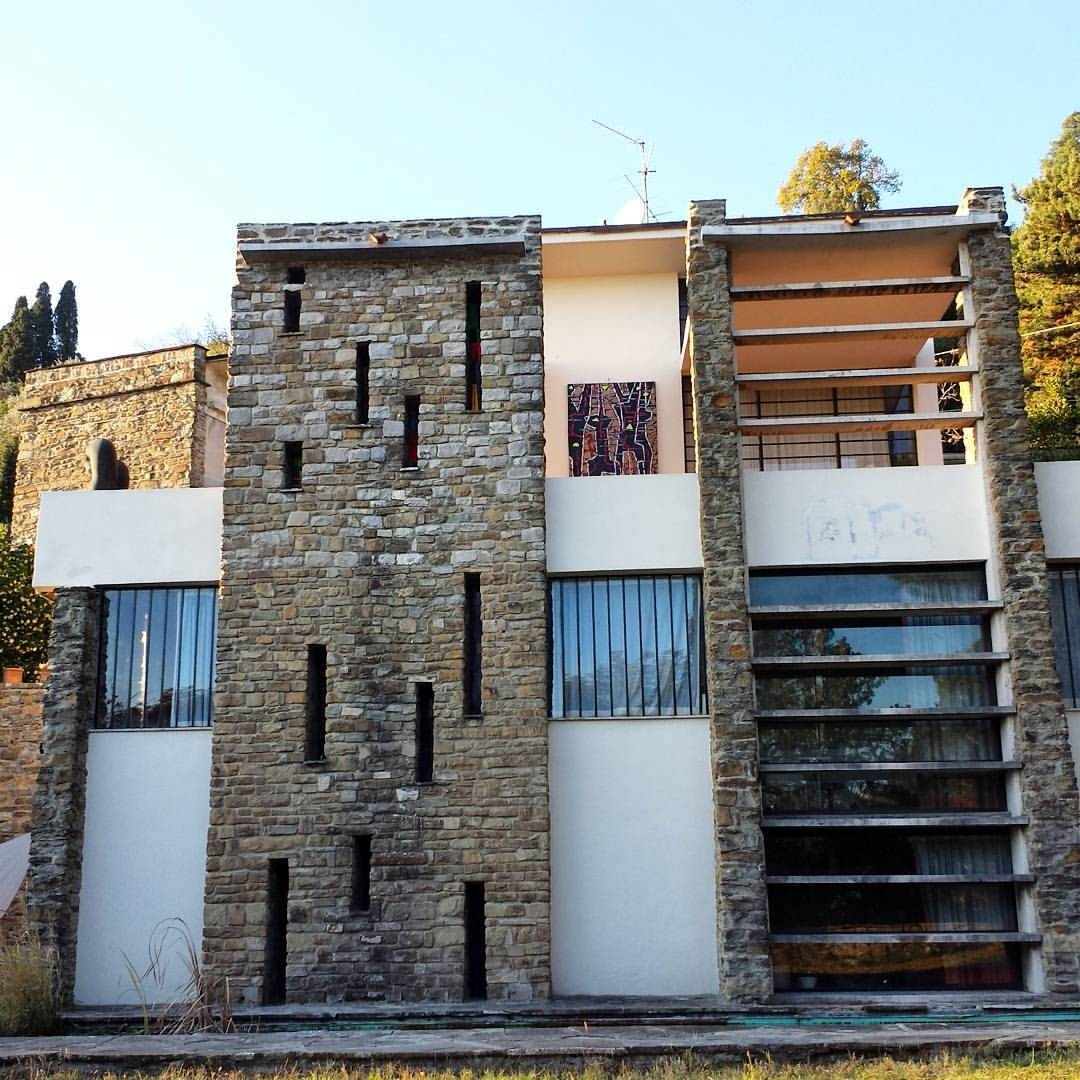
Casa-studio di Leonardo Ricci a Monterinaldi, dettaglio della facciata

La particolare morfologia di questo episodio è anche l'esito di ampliamenti e modifiche che la casa-studio ha subito nel tempo. Gli elaborati grafici documentano tre fasi progettuali, la prima delle quali si distingue per l'articolazione rigorosamente simmetrica di due fronti: il prospetto vetrato dell'ala nord-occidentale (corrispondente all'appartamento degli ospiti a pianterreno e al soggiorno dei ragazzi al primo piano) e quello principale della zona giorno, che coniuga il classicismo dell'impianto con il razionalismo delle ampie vetrate e dei quattro pilastri. Nella seconda versione, elaborata nel 1949, a cui l'architetto fa riferimento per la realizzazione del nucleo originario, l'impostazione del progetto non cambiò sostanzialmente: le modifiche si concentrarono nella fronte dell'ala nord-occidentale che, pur mantenendosi simmetrica, ora ospitava due balconcini gemelli. Gli equilibri, le pacate armonie di queste soluzioni, riconducibili alla lezione di Michelucci (Baglione, 1999), contrastano decisamente con il brutalismo dei muri in pietra che qualificano il corpo turriforme del vano scala principale e il muro a feritoie, dalla composizione astratta - memore del linguaggio di Mondrian - che scherma il disimpegno tra la cucina-office, scavata nella roccia e priva di aperture all'esterno, il soggiorno-pranzo e la scala principale (Vasic Vatovec, 2000).

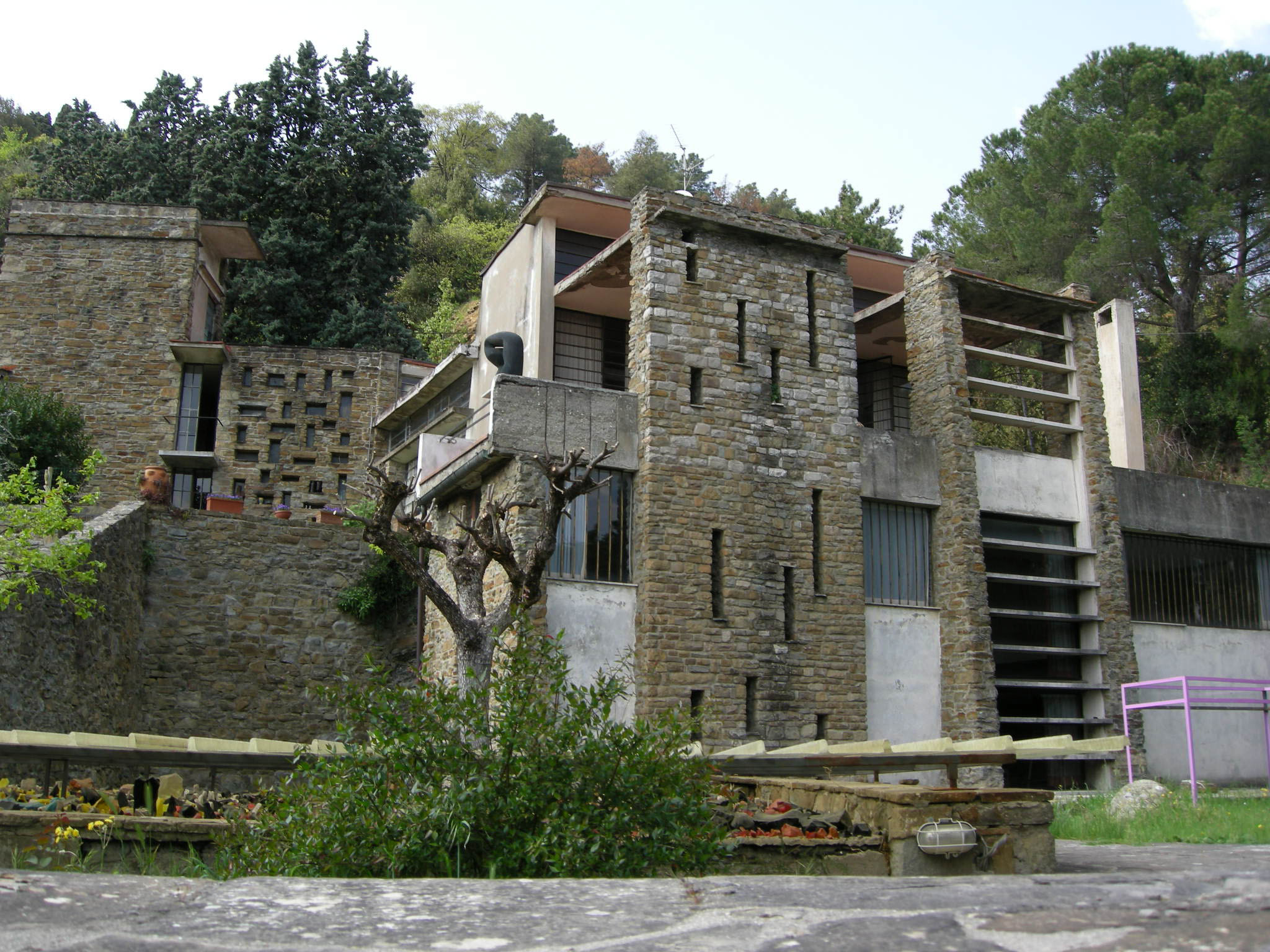
Casa-studio

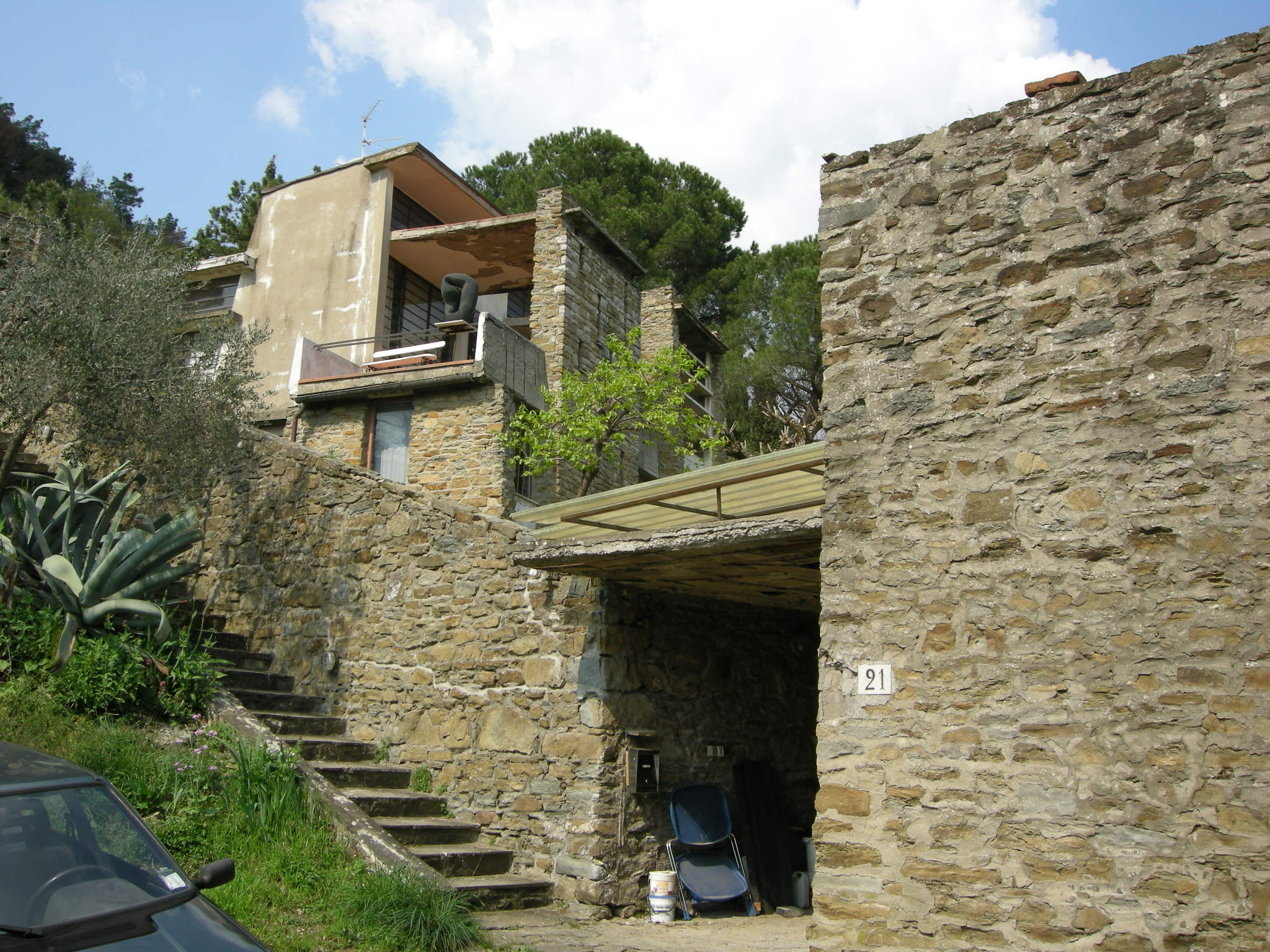
Casa-studio

Nel 1952 la casa era già ultimata ma ben presto Ricci, volendo acquisire nuovi ambienti, decise di introdurre modifiche e ampliamenti che comportarono il superamento dell'irriducibile dualismo linguistico della prima versione. Le componenti organiche del nucleo originario, conformi al genius loci (i muri in pietra, le asimmetrie, l'integrazione architettura-natura) vennero privilegiate e sviluppate. A stimolare questa decisiva svolta sul piano del linguaggio contribuirono senz'altro - nei termini già precisati- le suggestioni dell'opera di Wright (Koenig, 1959, 1968 e altre fonti) ampiamente pubblicizzata nel 1951 dalla celebre mostra fiorentina a Palazzo Strozzi (in occasione della quale Ricci conobbe personalmente il maestro americano) e favorita anche dall'opportunità per l'architetto di una verifica diretta durante il primo viaggio del 1952 negli Stati Uniti. Di lì a poco, nel 1955, Ricci introdusse nella sua casa-studio sostanziali modifiche: la facciata del soggiorno dei ragazzi diventa asimmetrica eliminando un balconcino e chiudendo parte della vetrata con un muro in pietra; la fronte principale viene smantellata e radicalmente trasformata in concomitanza con la realizzazione del nuovo studio duplex, di architettura e pittura (poi solo di architettura), distanziato dalla parete di roccia della cava retrostante per ricavare uno "studio-soggiorno all'aperto", particolarmente adatto nella stagione estiva (Baglione, 1999). La stessa cava, divenuta parte integrante della casa, verrà adibita a cantina e deposito.
Nella nuova versione asimmetrica questa fronte ha il compito di unificare il soggiorno con lo studio sottostante, il cui solaio di copertura consente di dotare il soggiorno di un'ampia terrazza, prolungata con una struttura a ponte oltre i limiti del fabbricato sottostante. Questo prospetto si articola in base a una griglia compositiva geometrica che gioca sul contrasto ritmico e materico tra gli elementi passanti orizzontali (i muri intonacati e la vetrata a nastro del corpo allungato dello studio, il parapetto sempre intonacato della terrazza) e i due i temi-cardine verticali, risolti molto felicemente: il massiccio muro in pietra dalle caratteristiche aperture a feritoia, con vetrate policrome dal design astratto, elaborate dall'architetto, e l'inserto con due lame in pietra, dalla caratteristica struttura a scarpa, ritmicamente scandite da lastre in travertino orizzontali e intersecate del parapetto della terrazza. Questi elementi, di straordinaria forza espressiva, non solo imprimono alla facciata un deciso slancio verticale che virtualmente prosegue oltre il limite delle rispettive solette di copertura, ma formano davanti alla terrazza due cortine, che in parte chiudono in parte filtrano, con un ingegnoso accorgimento, le visuali panoramiche: quasi una versione modernissima, sottilmente allusiva del tema tradizionale, così "fiorentino", della loggia. D'altra parte questa calibrata e ritmica modulazione, che offre diversi modi di relazionarsi visiva e fisicamente all'esterno, risente dell'influsso congiunto di Wright e di Le Corbusier, anche se i "quadri panoramici" della villa Savoye, su cui Ricci ebbe certo occasione di meditare, sono ritagliati nella muratura a differenza di quelli, meno espliciti e concettualmente più complessi, che stiamo esaminando.
I lavori di trasformazione, che si susseguirono fino agli anni Sessanta, inclusero l'ulteriore innalzamento del blocco scale, per ospitare sulla sommità una cisterna d'acqua, e l'ampliamento del terrapieno-terrazza (a cui si accede mediante la lunghissima, ripida scala in pietra) che porta alla chiusura della veduta panoramica dell'appartamento degli ospiti (a pianterreno del blocco sull'estrema sinistra), divenuto una sorta di ambiente seminterrato con affaccio su una piccola corte interna. Nel 1960 fu realizzata la piscina sul primo terrazzamento antistante lo studio e nel 1964 venne aggiunto nella parte orientale verso monte il terzo studio di pittura.
Pur trattandosi di un'opera degli esordi, la casa-studio di Ricci risolve in forma già matura la dialettica tra manufatto e sito mediante la compresenza di due principi opposti - integrazione e separazione - come acutamente ha osservato Leonardo Savioli: "La casa nasce dalla roccia ed è roccia essa stessa nella parte in cui è in contatto con il terreno; non assume cioè in partenza una posizione astratta con il paesaggio e quindi una concezione spaziale unilaterale; ma appena poco fuori dal terreno su cui poggia e da cui sembra prendere la spinta, sorge libera, assume forma propria modificando subito, in certo senso, la scala e stabilendo un rapporto non più con roccia, albero, cipresso, case, bensì con tutta la vastissima regione circostante". Questa capacità di riflettere "tutta una situazione geografica generale" si rivela anche nell'articolazione a "L" irregolare della pianta "in modo da mettere gli ambienti in relazione diretta con le valli".

## Interni

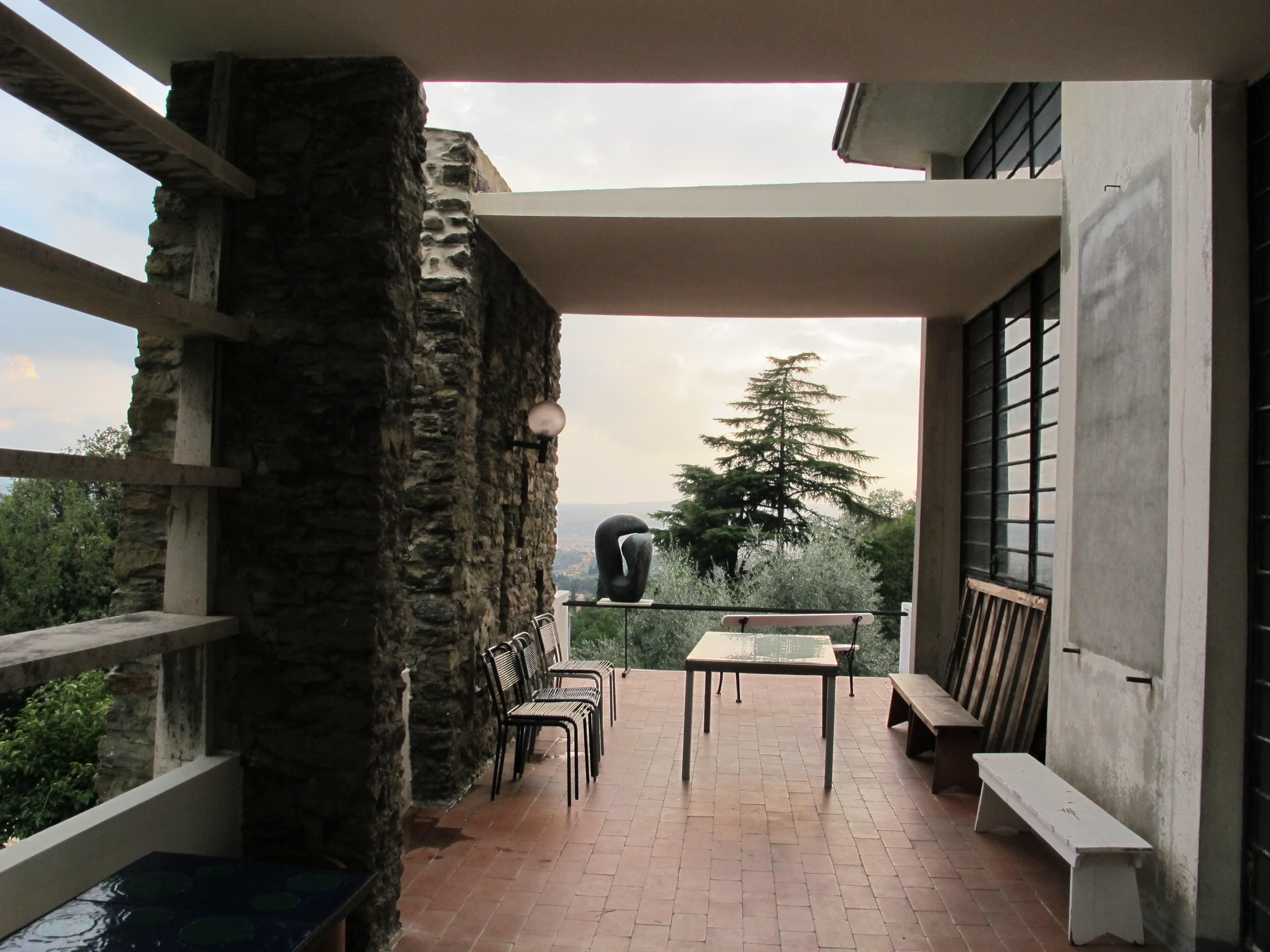
La terrazza

L'articolazione dei volumi denuncia all'esterno la distinzione tra le zone notte e giorno. "Ad ogni spazio interno corrisponde un particolare esterno (soggiorno dei ragazzi, soggiorno all'aperto, studio, studio all'aperto, soggiorno, soggiorno all'aperto)". Pur essendo compreso in un ampio invaso spaziale, che quasi d'improvviso sfonda in verticale, il soggiorno è formato da tre ambienti, liberamente comunicanti ma separati da un muro a spina, in pietra a faccia vista, che si conclude con il caminetto. Con la cappa di bronzo e ornato da ciottoli di mare affogati nel cemento, questo inserto conferma, assieme alla parete rocciosa inglobata nel soggiorno-pranzo, la matrice wrightiana dell'opera. Uno di questi ambienti, pavimentato da lastre di pietra irregolari e illuminato da un'ampia vetrata a lame verticali di cemento armato, che si agganciano alla copertura, ha mutato nel tempo destinazione ma in origine ospitava il primo studio - galleria di pittura. Su questo vano affaccia, ad una quota piuttosto alta (accessibile da una scaletta lignea a sbalzo), la "biblioteca-lavoro" (così menzionata nel progetto): sorta di palcoscenico aperto nel vuoto, senz'altro da annoverare tra le più brillanti soluzione spaziali dell'architetto. Di qui si comunica sia con la camera da letto dei coniugi Ricci che con l'ultimo studio di pittura, dotato anch'esso di un caminetto.
La zona notte è accessibile da questo livello, come pure dalla scala principale che analogamente al camino del soggiorno funge da perno compositivo. Dopo aver superato il "soggiorno dei ragazzi" questa scala raggiunge l'anticamera che disimpegna la camera da letto dei coniugi dal blocco delle camerette per i tre figli dell'architetto, ispirate alle celle della certosa del Galluzzo. Con una soluzione ancora una volta molto "teatrale" Ricci fece in modo che dalla quota non molto elevata del corridoio antistante le tre camerette, il soggiorno dei ragazzi sia visibile, ma anziché creare una comunicazione diretta, filtrò lo spazio con un mobile fisso (a sportelli e libreria a giorno): sorta di schermo ligneo, concettualmente analogo a quelli della terrazza del soggiorno comune.
La casa presenta all'interno la medesima alternanza materica dell'esterno: mentre i pavimenti alla palladiana (lastre irregolari di travertino) fanno da contrappunto alla tessitura dell'opera rustica, le pareti dei servizi sono decorate con il tema ricorrente - molto naïf ed economico ad un tempo - dei ciottoli di mare affogati nel cemento, che qualifica anche i bagni di casa De Giorgi, a differenza di altri rivestiti di mosaici policromi (case Petroni e Selleri, ad esempio).